# Hilary Charlesworth

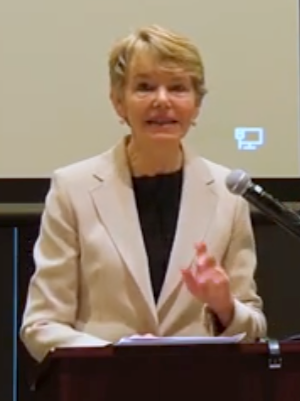
Hilary Charlesworth (2023)

Hilary Christiane Mary Charlesworth AM (* 28. Februar 1955 in Löwen, Belgien) ist eine australische Rechtswissenschaftlerin, Hochschullehrerin und Richterin am Internationalen Gerichtshof.

## Leben und Wirken
Charlesworth studierte Rechtswissenschaften an der Universität Melbourne, wo sie 1980 den Grad des Bachelor of Laws erwarb. Im Anschluss arbeitete sie als Barrister und als Solicitor am Obersten Gerichtshof des australischen Bundesstaates Victoria und am High Court of Australia. 1986 wurde sie an der Harvard Law School zur Dr. iur. promoviert. In der Folge arbeitete sie bis 1992 als Lecturer bzw. später als Senior Lecturer an der rechtswissenschaftlichen Fakultät der Universität Melbourne. Von 1993 bis 1996 war sie John Bray Professorin an der Law School der University of Adelaide. Parallel dazu gehörte sie von 1994 bis 1999 der australischen Kommission für Menschenrechte und Gleichberechtigung an. Von 1998 bis 2004 war Charlesworth Professorin und Direktorin des Zentrums für internationales und öffentliches Recht der rechtswissenschaftlichen Fakultät der Australian National University. 2004 wechselte sie innerhalb dieser Universität auf den Lehrstuhl für internationales Recht und Menschenrechte. Von 2011 bis 2014 war sie bereits ad hoc-Richterin am Internationalen Gerichtshof bei einem Verfahren, das zwischen Japan und Australien über den Walfang in der Antarktischen See geführt wurde. 2016 wechselte Charlesworth an die Universität Melbourne, wo sie zunächst Laureate Professorin wurde und seit 2021 zusätzlich Harrison Moore Professorin für Recht ist.
Nach dem Tod von James Crawford wurde Charlesworth 2021 für dessen verbleibende Amtszeit bis 2024 selbst zur ständigen Richterin am Internationalen Gerichtshof gewählt. 
Nach Ende dieser ersten Amtszeit wurde sie im November 2023 für die folgende neunjährige Amtszeit wiedergewählt.
Ihre Forschungsschwerpunkte als Rechtswissenschaftlerin liegen im Bereich der Struktur internationaler Rechtssysteme, dem Recht der Menschenrechte, dem Recht der internationalen Friedensschaffung und dem humanitären Völkerrecht.
Für ihre Verdienste um das Völkerrecht und die Menschenrechte durch professionelle und unterstützende Tätigkeiten in der akademischen Welt, in Rechtsorganisationen, Regierungsstellen und Nichtregierungsorganisationen in Australien und auf internationaler Ebene sowie durch die Förderung des Menschenrechtsdialogs, insbesondere im Bereich der Frauenrechte wurde sie 2007 zum Member des Order of Australia ernannt.